# Municipio de Liberty (condado de Bollinger)
El municipio de Liberty (en inglés: Liberty Township) es un municipio ubicado en el condado de Bollinger en el estado estadounidense de Misuri. En el año 2010 tenía una población de 1371 habitantes y una densidad poblacional de 5,78 personas por km².

## Geografía
El municipio de Liberty se encuentra ubicado en las coordenadas 37°11′36″N 89°58′26″O / 37.19333, -89.97389. Según la Oficina del Censo de los Estados Unidos, el municipio tiene una superficie total de 237.11 km², de la cual 236,53 km² corresponden a tierra firme y (0,24 %) 0,57 km² es agua.

## Demografía
Según el censo de 2010, había 1371 personas residiendo en el municipio de Liberty. La densidad de población era de 5,78 hab./km². De los 1371 habitantes, el municipio de Liberty estaba compuesto por el 98,61 % blancos, el 0,51 % eran amerindios, el 0,07 % eran asiáticos, el 0,22 % eran de otras razas y el 0,58 % eran de una mezcla de razas. Del total de la población el 0,51 % eran hispanos o latinos de cualquier raza.